# كلوريد ميثيل المغنيسيوم
كلوريد ميثيل المغنيسيوم هو مركب عضوي فلزي للمغنيسيوم صيغته CH3MgCl، وهو ينتمي إلى مجموعة كواشف غرينيار

## التحضير
يحضر المركب من تفاعل كلورو الميثان مع المغنيسيوم في وسط من رباعي هيدرو الفوران.
{\displaystyle \mathrm {CH_{3}Cl\ +\ Mg\ {\xrightarrow {THF}}\ CH_{3}MgCl} }
يمكن أن يجرى التحضير في وسط من ثنائي إيثيل الإيثر.

## الخواص
يتفاعل هذا المركب مع الماء والكواشفف البروتونية ليعطي الميثان:
{\displaystyle {\ce {CH3MgCl + ROH -> CH4 + MgCl(OR)}}}
ومع الديوكسان يتحول كلوريد ميثيل المغنيسيوم إلى ثنائي ميثيل المغنيسيوم وفق توازن شلينك.

## الاستخدامات
مثلما هو الحال مع كواشف غرينيار، فإن هذا المركب يستخدم في الاصطناع العضوي لتحضير المركبات العضوية الأخرى وفق آلية استبدال محب للنواة.